# New Brunswick Hungarian Americans
New Brunswick Hungarian Americans foi um clube americano de futebol  com sede em New Brunswick, Nova Jérsei, que era membro da American Soccer League.

## História
Para a temporada de 1967/68, o clube mudou de nome para New Brunswick Hungarian.[carece de fontes?]